# Holmen
Holmen é uma vila localizada no estado norte-americano de Wisconsin, no Condado de La Crosse.

## Demografia
Segundo o censo norte-americano de 2000, a sua população era de 6200 habitantes.
Em 2006, foi estimada uma população de 7342, um aumento de 1142 (18.4%).

## Geografia
De acordo com o United States Census Bureau tem uma área de
8,3 km², dos quais 8,3 km² cobertos por terra e 0,0 km² cobertos por água. Holmen localiza-se a aproximadamente 210 m acima do nível do mar.

## Localidades na vizinhança
O diagrama seguinte representa as localidades num raio de 16 km ao redor de Holmen.